# Herminia reducta
Herminia reducta là một loài bướm đêm trong họ Noctuidae.